# تپه قاضی میر جعفر
تپه قاضی میر جعفر در شرق شهرستان بافق واقع شده است؛ این اثر در تاریخ ۱۶ آبان ۱۳۷۹ با شمارهٔ ثبت ۲۸۶۸ به‌عنوان یکی از آثار ملی ایران به ثبت رسیده است.